# I Grow Tired but Dare Not Fall Asleep
| Recensione           | Giudizio |
| -------------------- | -------- |
| AnyDecentMusic?      | 7.4/10   |
| Metacritic           | 79/100   |
| AllMusic             |          |
| Clash                | 8/10     |
| The Guardian         |          |
| musicOMH             |          |
| NME                  |          |
| The Line of Best Fit | 8.5/10   |

I Grow Tired but Dare Not Fall Asleep è il quinto album in studio del musicista britannico Ghostpoet, uscito il 1º maggio 2020 su etichetta discografica PIAS Recordings. 

## Tracce
1. Breaking Cover - 6:31
2. Concrete Pony - 4:06
3. Humana Second Hand - 3:55
4. Black Dog Got Silver Eyes - 4:02
5. Rats in a Sack - 3:39
6. This Trainwreck of a Life - 4:06
7. Nothing to Hide Now - 4:34
8. When Mouths Collide - 4:26
9. I Grow Tired but Dare Not Fall Asleep - 4:35
10. Social Lacerations - 5:43

## Formazione

### Musicisti
- Ghostpoet - voce, drum machine, tastiera, organo, pianoforte, sintetizzatori
- Sam Beste - pianoforte, tastiere, sintetizzatori, organo
- Tom Herbert - basso, contrabbasso
- Benjamin Markham - chitarra, voce
- Aluá Nascimento - percussioni
- Robert Stillman - drum machine, pianoforte, sintetizzatori, tastiere, organo
- Fabian Prynn - batteria
- Katie Dove Dixon - voce
- Raven Bush - archi
- SaraSara - voce
- Delilah Holiday - voce
- Art School Girlfriend - voce

### Personale tecnico
- Ghostpoet - produzione, programmazione
- Benjamin Markham - programmazione
- Mike Marsh - masterizzazione
- Raven Bush - produzione
- Shuta Shinoda - missaggio